# Ascenso en campaña
En la terminología militar, un ascenso en campaña (también llamado ascenso de campaña o de campo, entre otros términos) es un ascenso en rango militar en servicio activo en el frente durante un conflicto bélico, que no corresponde necesariamente a las pautas de ascenso habituales.

## Circunstancias de concesión
La mayoría de este tipo de ascensos se debe a una combinación de excelencia en el desempeño de las acciones militares con la falta de personal para ocupar el cargo (sobre todo conforme avance el conflicto y las bajas que supone entre el personal militar combatiente). La excelencia de por sí no suele ser motivo de ascenso, siendo remunerada con condecoraciones militares. Son más comunes en el mismo grupo de empleos (soldados, suboficiales y oficiales) como muestra de confianza en las habilidades del militar, si bien muchas veces coinciden con el procedimiento habitual, solo que se conceden en el campo de batalla (la mayoría de ascensos durante un conflicto no quedan fuera de las pautas de ascenso habituales).

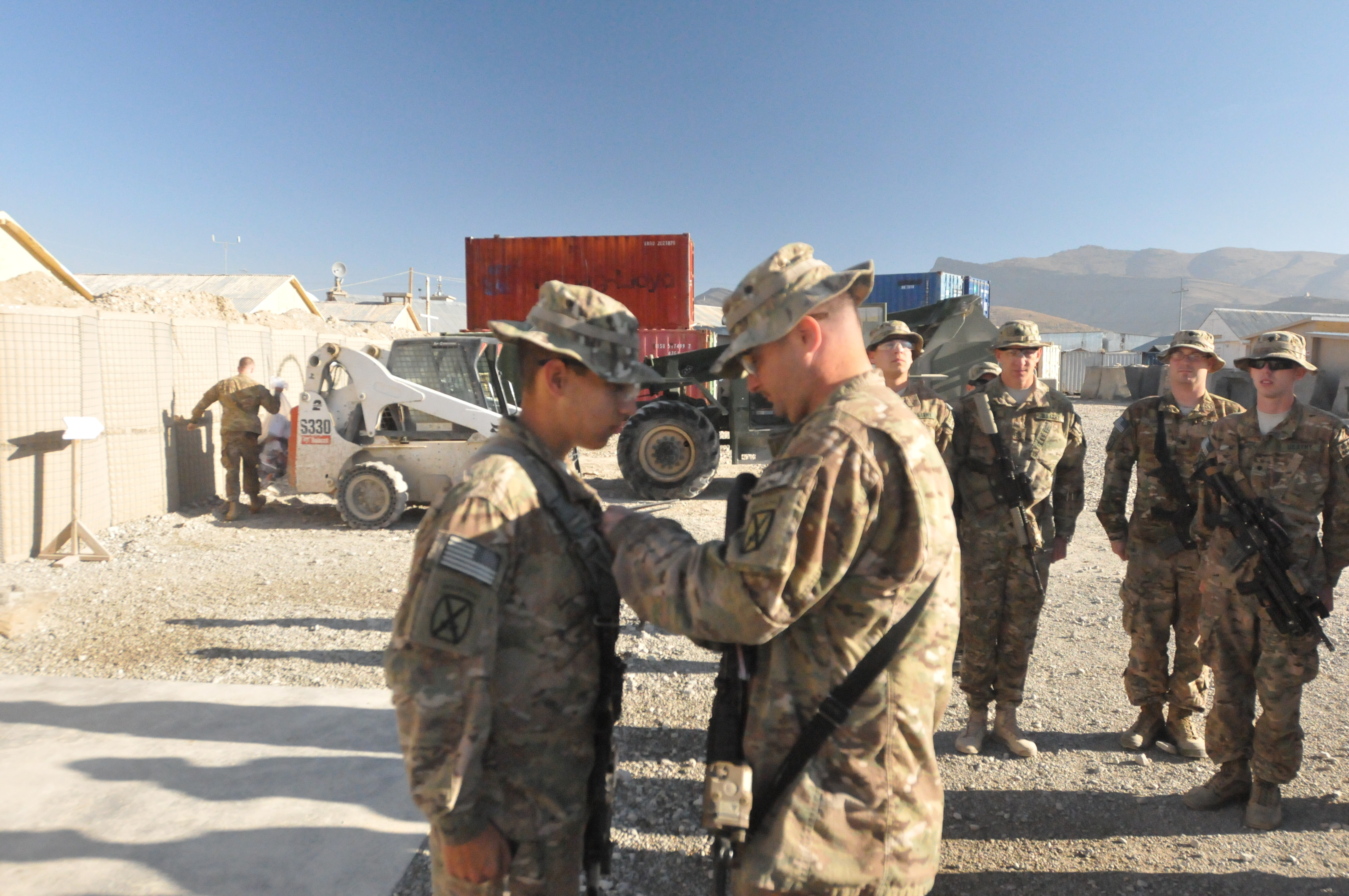
Ascenso en campaña de un soldado estadounidense; Afganistán, diciembre de 2013.

La prevalencia de esta práctica depende claramente de los tiempos de corren, siendo prácticamente inexistente en tiempos de paz o de conflictos menores o limitados. Estados Unidos, por ejemplo, la interrumpió poco después de la guerra de Vietnam (donde hubo no pocos ascensos de campo a nivel de soldados y suboficiales), aunque la recuperaría en 2009 en sus misiones en Oriente Próximo. Actualmente, en las fuerzas armadas estadounidenses, el mayor rango al que se puede aspirar en este tipo de ascensos es el de staff sergeant (entre sargento primero y brigada). Sin embargo, un ascenso en campaña solo puede perpetuarse si el militar pasa posteriormente por los pertinentes cursos y formación requerida para el cargo. El plazo habitual es de hasta 270 días tras el ascenso, salvo por circunstancias de servicio activo o impedimento médico que lo pueden prolongar.
En los grandes conflictos militares del siglo XX no eran poco comunes los ascensos de oficiales de todos los rangos, como de capitán a comandante/mayor e incluso entre los generales de campaña. En este aspecto se debe recalcar que en la mayoría de veces se trataba de ascensos que seguían el procedimiento habitual, aunque físicamente concedidos en batalla (en todo caso, un oficial de campo podía avanzar mucho más rápido que un oficial en puesto de retaguardia o en tiempos de paz, por motivos obvios). Cuando la concesión de ascensos a este nivel no seguía el procedimiento habitual, a veces se recuperaba el rango anterior tras, o incluso durante, el conflicto.

### Ascenso temporal o representativo
En la práctica militar de muchos ejércitos, el desempeño de un cargo o puesto en tiempos de necesidad por un rango menor que el habitual es práctica común. Muchas veces, unidades militares en pleno conflicto quedan al mando del militar de mayor grado que queda tras la pérdida del jefe de unidad. Cuando se trata del mismo grupo de rangos, el ascenso en campaña es más común (por ejemplo, de cabo a sargento), no siendo el caso entre distintos grupos. Por ejemplo, se conocen no pocos casos en los que secciones de infantería quedaban bajo el mando de un suboficial al no contar con suficientes tenientes en una fase avanzada de la guerra. 
En algunos ejércitos, el militar al mando puede recibir un cargo representativo (en inglés: brevet), es decir que mantiene el rango oficial pero se le considera de rango superior. En el Cuerpo de Marines de los Estados Unidos, por ejemplo, este tipo de nombramientos está acompañado por un medallón, el cual también era común en los conflictos armados del siglo XIX. Su concesión también se consideraba muchas veces un ascenso en campaña. En algún momento, los oficiales brevet pasaron a lucir los rangos de ascenso, si bien frecuentemente debían renunciarlos terminada la guerra (aunque algunos los conservaban como rangos honoríficos y otros los canjeaban por nombramientos fijos, pasaban por formación adicional para mantenerlos o volvían a ser ascendidos al poco tiempo en el procedimiento regular). 

### Ascenso de campo a puestos de oficialidad
Los ascensos de campo entre distintos grupos de rangos, y sobre todo de no oficiales a oficiales, son mucho menos frecuentes (debido a que un oficial suele deber pasar por una academia de oficiales), en algunas fuerzas armadas son prácticamente inexistentes y en otras se limitan a tiempos de escasez de personal en un conflicto prolongado. En algunas fuerzas armadas se denomina ascenso desde/a través de las filas. En Estados Unidos estos oficiales son conocidos como Mustangs, mientras que en Alemania se han llamado tradicionalmente Kriegsoffiziere (‘oficiales de guerra’, circunstancia dada por última vez en la Segunda Guerra Mundial).
En la mayor parte de la historia militar, los cargos de oficialidad iban de la mano con el estatus social, muchas veces entregados a personas no por sus destrezas o experiencia militar sino debido a su título nobiliario y sus contactos sociales y familiares. La locución «oficial y caballero» (en inglés: Officer and gentleman) se debía a la clase social del oficial más que por sus dotes caballerescas. Por ende, un ascenso desde las filas en ejércitos como el británico o el francés solía ser extremadamente raro. Durante las guerras napoleónicas, el Ejército británico tras sufrir bajas en el campo de batalla, solía completar sus filas con oficiales jóvenes e inexperimentados de la aristocracia británica recién llegados desde el Reino Unido, quienes buscaban establecer su fama en batalla (muchos de ellos sin siquiera haber pasado por una formación militar). Aun así, y aunque los ascensos a través de las filas eran mal vistos tanto por la oficialidad tradicional como por las tropas, hubo suboficiales que se convirtieron en oficiales subalternos «en nombre del rey» debido a sus proezas en combate.
Durante la Primera Guerra Mundial, los ascensos en campaña a rangos de oficialidad en el Ejército Imperial y la Marina Imperial alemanes se hicieron más comunes en los últimos años de la guerra, después de sufrir graves pérdidas en puestos de mando en todos los frentes. En el Imperio alemán, los cargos de oficialidad no se relacionaban directamente con la nobleza, si bien al ser una sociedad militarista, donde el uniforme era el distintivo social por antonomasia, la mayoría de familias de la aristocracia local tenían oficiales entre sus miembros, muchas veces todos sus varones mayores de edad. Por regla general, para ser oficial del Reich, uno debía ser alemán, cristiano y pasar por una academia militar. Si bien, los oficiales médicos, técnicos, religiosos (capellanes), en las Landwehr y en la reserva muchas veces se saltaban la formación militar, sirviendo en sus puestos según las necesidades del momento. Sin embargo, conforme se avanzaba la guerra, se hacía patente una urgente necesidad de oficiales experimentados que cubrieran los cargos que quedaban vacantes, y eso incluía a personas «inapropiadas» para cargos de oficialidad, lo cual se aplicaba a los judíos. En la práctica totalidad de los oficiales combativos de fe judía (unos dos mil) se trataba de ascensos en campaña (más los 1200 del cuerpo médico). Aunque hubo oficiales judíos en Alemania anteriormente a la guerra, estos se limitaban sobre todo a los estados libres, principalmente el reino de Baviera, y no formaban parte de las fuerzas regulares. En Prusia, el concepto de oficial judío era casi impensable. También en la guerra, para limitar una futura aceptación o «expansión» del oficial judío dentro del estamento militar alemán, la matriculación de los oficiales judíos, aunque activos en combate, se hacía en los registros de la reserva (evitando una posible carrera militar). Sin embargo, y aunque no evitarían la propaganda antisemita a partir de la Judenzählung, no dejaron de ser ascensos en campaña a puestos de oficialidad, imprescindibles para un Ejército al límite de sus fuerzas. 
Los grandes conflictos del siglo XX fueron los escenarios donde históricamente hubo un gran número de ascensos de campaña a cargos de oficialidad por personal no formado como tal. Quizá el país que llevó esta práctica al límite era Estados Unidos, donde tradicionalmente —al carecer de una estratificación como en Europa— el prestigio de las academias militares, sobre todo West Point, forma parte del aura de sus oficiales. Por tanto, los ascensos en campaña en este país tenían poca tradición anterior al siglo XX. A partir de 1917, el Ejército de los Estados Unidos cambió la práctica de una oficialidad representativa (brevet officers) a los llamados battlefield commisions, es decir, ascensos al rango de subteniente o alférez. Se calcula que un total 31 200 militares, entre soldados, marineros, aviadores y marines, se convirtieron en oficiales «sobre la marcha» en el período que engloba las dos guerras mundiales y conflictos posteriores, hasta el fin de la guerra de Vietnam, cuando fue discontinuado. Un famoso ejemplo es el del actor de cine Audie Murphy, considerado el soldado más condecorado de la historia de Estados Unidos.

## En la cultura popular
En la cultura popular, el último episodio de la serie Band of Brothers, basada en hechos reales, describe el ascenso en campaña del brigada Carwood Lipton a subteniente. A su vez, la serie de novelas y su adaptación televisiva Sharpe describe el ascenso del sargento Richard Sharpe al rango de teniente tras salvar la vida del duque de Wellington, y sus sucesivos ascensos hasta el rango de teniente coronel en la batalla de Waterloo.